# 王赤卿
王赤卿（?—?），字伯彤。黑龙江省巴彦州（今巴彦县）人，中华民国政治人物。

## 生平
王赤卿是清朝巴彦州附生、优贡，曾任邮传部七品小京官。中华民国成立后，代表黑龙江省出任北京临时参议院议员。后来曾任黑龙江省公署参事。